# Mastixis stalemusalis
Mastixis stalemusalis là một loài bướm đêm trong họ Noctuidae.